# Johan Axel Wiström
Johan Axel Wiström, född 8 december 1754 i Gryts församling, Östergötlands län, död 30 januari 1827 i Borg och Löts församling, Östergötlands län, var en svensk präst.

## Biografi
Wiström föddes 1754 i Gryts församling. Han var son till komministern därstädes. Wiström blev höstterminen 1773 student vid Lunds universitet och avlade 1779 magisterexamen vid Greifswalds universitet. Han prästvigdes 17 mars 1780 och blev komminister i Risinge församling 12 februari 1794, tillträde direkt. Wiström avlade pastoralexamen 14 februari 1809 och blev kyrkoherde i Borg och Löts församling 21 juni 1809, tillträde 1810. Han blev prost 28 juli 1819. Wiström avled 1827 i Borgs församling.

### Familj
Wiström gifte sig 1787 med Catharina Maria Malmgren (1752–1810). De fick tillsammans sonen handlanden Carl Johan Wiström (född 1788) i Norrköping.